# Liparis barbata
Liparis barbata är en orkidéart som beskrevs av John Lindley. Liparis barbata ingår i släktet gulyxnen, och familjen orkidéer. Inga underarter finns listade i Catalogue of Life.